# Lycomorphodes suspecta
Lycomorphodes suspecta là một loài bướm đêm thuộc phân họ Arctiinae, họ Erebidae.